# Cryptotis merus
Cryptotis merus is een zoogdier uit de familie van de spitsmuizen (Soricidae). De wetenschappelijke naam van de soort werd voor het eerst geldig gepubliceerd door Goldman in 1912.

## Voorkomen
De soort komt voor in het hoogland langs de Panamees-Colombiaanse grens.